# Selbitz (rivière)
La Selbitz est un affluent de la Saale, en Allemagne. Elle fait donc partie du système hydrologique de l'Elbe. Elle est longue de 36,6 km.